# Gare de Paldiski
La gare de Paldiski est une gare ferroviaire estonienne située à Paldiski.

## Situation ferroviaire
Elle fait partie de la ligne des Chemins de fer de la Baltique construite en 1870.

## Histoire

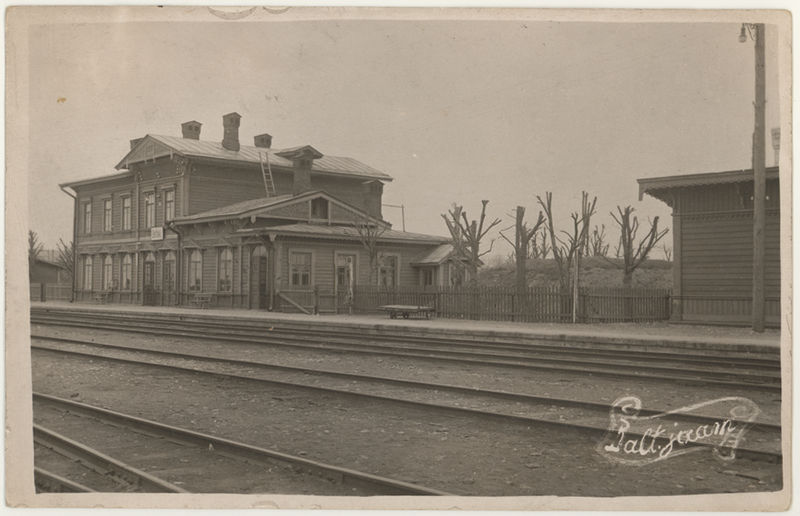
La gare en 1924